# Rugged Water
Pour plus de détails, voir Fiche technique et Distribution.
Rugged Water est un film américain réalisé par Irvin Willat, sorti en 1925.

## Fiche technique
- Titre : Rugged Water
- Réalisation : Irvin Willat
- Scénario : James Shelley Hamilton d'après le roman de Joseph C. Lincoln (en)
- Photographie : Alfred Gilks
- Société de production : Paramount Pictures
- Pays d'origine : États-Unis
- Format : Noir et blanc - 1,33:1 - Film muet
- Genre : drame
- Date de sortie : 1925

## Distribution
- Lois Wilson : Norma Bartlett
- Wallace Beery : Capitaine Bartlett
- Warner Baxter : Calvin Horner
- Phyllis Haver : Myra Fuller
- Dot Farley : Mme Fuller
- J.P. Lockney : Lockney
- James Mason : Wally Oakes